# هانس گئورگ شوارتزنبک
هانس گئورگ شوارتزنبک(به آلمانی: Hans-Georg Schwarzenbeck) (زادهٔ ۳ آوریل ۱۹۴۸ مونیخ، باواریا) بازیکنبازنشسته فوتبال آلمانی است. او به عنوان مدافع بایرن مونیخ، در کنار سایر بازیکنان برنده شش جام بوندسلیگا شد.

## زندگی ورزشی
وی فوتبال را از تیم نه‌چندان مطرح مونیخ اشپورت فریونده مونشن دهه ۶۰ میلادی آغاز کرد. پس از ۴ سال حضور در تیم جوانان بایرن مونیخ در سال ۱۹۶۶ به تیم اصلی راه یافت و به مدت ۱۵ سال عضو ارکان اصلی تیمش بود.

## دوران باشگاهی
مدافع اهل مونیخ اوایل دههٔ ۶۰ به بایرن پیوست، دوره‌ای که زیک کایکوفسکی مشغول ساختن تیمی بزرگ و بی‌رقیب بود، تیمی که در دههٔ ۷۰ سلطان بلامنازع فوتبال آلمان و حتی اروپا بود، یورگ مهم‌ترین گل تساوی بخش تاریخ بایرن را در فینال جام اروپایی ۱۹۷۴ در مقابل اتلتیکو مادرید به ثمر رساند تا بازی به تساوی و در نتیجه تکرار در دیداری دیگر بی انجامد، در بازی تکراری با نتیجه ۴ بر صفر جام قهرمانی را بالای سر ببرند.

## دوران ملی
وی از سال ۱۹۷۱ عضو تیم ملی فوتبال آلمان شد و تا سال ۱۹۷۸ که از تیم ملی کناره‌گیری کرد تمامی افتخارات ملی را کسب کرده بود. یورگ همراه آلمان قهرمان جام ملتهای اروپا ۱۹۷۲ شد و دو سال بعد همراه این تیم در جام جهانی ۱۹۷۴ به مقام قهرمانی جهان رسید.

## افتخارات

### باشگاهی
- بایرن مونیخ (بایرن مونیخ)
  - جام حذفی آلمان: قهرمان ۱۹۶۷،۱۹۶۹،۱۹۷۱
  - لیگ قهرمانان اروپا: قهرمان ۱۹۷۴،۱۹۷۵،۱۹۷۶
  - بوندسلیگا: قهرمان ۱۹۶۹،۱۹۷۲،۱۹۷۳،۱۹۷۴،۱۹۸۰،۱۹۸۱
  - جام برندگان اروپا: قهرمان ۱۹۷۶
  - جام باشگاهای جهان: قهرمان ۱۹۷۶

### ملی
- تیم ملی فوتبال آلمان
  - جام جهانی فوتبال: قهرمان ۱۹۷۴
  - جام ملتهای اروپا: قهرمان ۱۹۷۲